# Нові мученики Російські

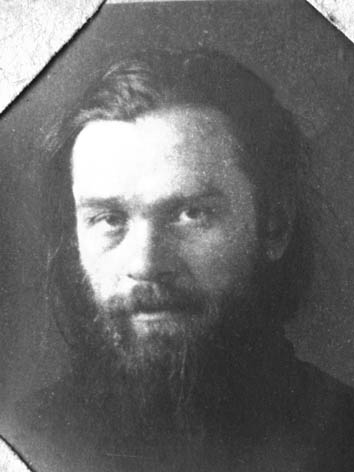
Священик Михаїл Афанасійович Польський. Тюремна фотографія. Зирянський край. 1928 рік.

«Нові мученики Російські» (рос. Новые мученики Российские, в оригінальній орфографії Новые мученики Россійскіе) — книга протопресвітера Російської православної церкви закордоном Михаїла Польського, вперше видана в 1949 році типографією преподобного Йова Почаївського в Джорданвілі. У 1957 році там само й вийшов другий том. Автор готував третій том, який не був завершений і залишився в машинописах.
Вихід у світ збірника документів протопресвітера Михаїла Польського є важливим етапом у вивченні історії Російської православної церкви 1920—1930 рр. Це був на ту мить найбільш повний і систематизований збірник відомостей про російських мучеників і віри в СРСР.

## Історія написання книги
Збирати матеріали для своєї книги священик Михаїл Польський почав іще в СРСР. У справі зі звинувачення багатьох священослужителів і мирян говорилось:
|  | Слідство встановило, що о. Михаїл збирав матеріали для своєї книги, які йому вдалося вивезти за кордон. Помічником йому в цій справі, за висновком слідства, був В. Н. Максимов, з яким о. М. Польський зустрічався, нелегально проживаючи в Москві (...) ще в 1923 р. Польський із Максимовим, бувши разом на прощі в Дівеєвському монастирі, зупинившись на квартирі обвинуваченого Павла Боротинського, займалися складанням рукописів, згодом, як видно з вищевказаного, що перетворилися в контрреволюційну книгу. (...) Також Максимов був у курсі втечі Польського до Єрусалима і його діяльності за кордоном через листування Польського з-закордону з деякими особами в Москві. Оригінальний текст (рос.) [Следствие установило, что о. Михаил собирал материалы для своей книги, которые ему удалось вывезти за границу. Помощником ему в этом деле, по заключению следствия, являлся В. Н. Максимов, с которым о. М. Польский встречался, нелегально проживая в Москве (...) ещё в 1923 г. Польский с Максимовым, будучи вместе на богомолье в Дивеевском монастыре, остановившись на квартире обвиняемого Павла Боротинского, занимались составлением рукописей, впоследствии, как видно из вышеуказанного, превратившихся в контр-революционную книгу. (...) Также Максимов был в курсе бегства Польского в Иерусалим и его деятельности заграницей через переписку Польского из заграницы с некоторыми лицами в Москве.] Помилка: [undefined] Помилка: {{Lang}}: немає тексту (допомога): текст вже має курсивний шрифт (допомога) |

Окрім вивезених із СРСР відомостей збірник поповнявся вже за кордоном матеріалами зі спогадів, листів, щоденників, опублікованих і неопублікованих статей переданих йому вже в еміграції. Першим джерелом в другому томі значиться «Дело митрополита Сергия». Неповний комплект цього діла зберігається в Синодальному архіві РПЦЗ в Нью-Йорку. Крім цього в другому томі були зібрані доступні автору матеріали: особисті спогади учасників цих подій, відомості з білогвардійської, закордонної, радянської періодики з описанням стану Церкви в період громадянської війни в Росії, судових процесів над духівництвом, вилучення церковних цінностей, руйнування храмів і монастирів і відкриття святих мощей.
У 1949 році типографією преподобного Йова Почаївського в Джорданвілі друкується перший том. У 1957 році там само вийшов другий том. Автор продовжив роботу над третім томом, але смерть у 1960 році перервала його діяльність, і третій том так і не вийшов, залишившись у машинописному варіанті.
У передньому слові до першого видання своєї книги протопресвітер Михаїл писав:
|  | Збираючи матеріали про життя, страждання і мученицьку загибель за віру або просто у вірі замучених і убієнних у російській смуті від більшовицького безбожного гоніння, ми вважаємо тільки початок цієї справи. Усіх, хто тільки може дати імена мучеників і свої хоча б короткі повідомлення про них, або вказати на матеріали про них і світлини, а також дати доповнення й поправки до тих повідомленням, що є в цій книзі, ми запрошуємо неодмінно зробити це і допомогти цьому починанню. Ніхто не може бути байдужим до слави Церкви Христової. Страждання за неї не можуть бути забуті. Хай не стирається, але щоб прославилася пам'ять про наших мучеників з роду в рід. Оригінальний текст (рос.) [Собирая материалы о жизни, страданиях и мученической кончине за веру или просто в вере умученных и убиенных в российской смуте от большевистского безбожного гонения, мы полагаем только начало этому делу. Всех, кто только может дать имена мучеников и свои хотя бы краткие сообщения о них, или указать на материалы о них и фотографии, а также дать дополнения и поправки к тем сообщениям, которые есть в этой книге, мы приглашаем непременно сделать это и помочь этому начинанию. Никто не может быть безразличным к славе Церкви Христовой. Страдания за неё не могут быть забыты. Да не изгладится, но да прославится память о наших мучениках из рода в род.] Помилка: [undefined] Помилка: {{Lang}}: немає тексту (допомога): текст вже має курсивний шрифт (допомога) |

У 1972 році вийшло скорочене англомовне видання праці «Нові мученики Російські»: The new martyrs of Russia. — Montreal, 1972. 137 p.
Праці протопресвітера Михаїла Польського, присвячені новомученикам, нелегально розповсюджувалися в 1970-ті — 1980-ті роки в середовищі вірян у СРСР. Оскільки в післявоєнний час багато джерел по історії переслідування церкви в 20-ті — 30-ті роки, в тому числі й більшість радянських газет і журналів, стали практично недоступними для дослідників у СРСР, тому для дуже малочисельних читачів цієї книги в Росії, ця книга була страшним одкровенням про недавні події.

## Відгуки про книгу
Протоієрей Аркадій Маковецький:
|  | Бувши сам сповідником віри, що бачив на Соловках і в Зирянському краї страждання і смерть багатьох нових мучеників, автор свідчить про них з особливою силою власного досвіду. Будучи першопрохідцем на цьому новому етапі вітчизняної агіографії, о. Михайло звернув увагу перш за все на святих царських мучеників, а також на найвідоміших святителів, пастирів і мирян. У підході о. Михайла до складання житій мучеників простежуються два важливих моменти. По-перше, вважаючи радянську владу по суті антихристиянською, о. Михайло визнає новомучеником будь-якого православного християнина, убитим цією владою. По-друге, о. Михайло підкреслює, що християнське мучеництво змиває з людини всі раніше скоєні гріхи. Оригінальний текст (рос.) [Будучи сам исповедником веры, видевшим на Соловках и в Зырянском крае страдания и смерть многих новых мучеников, автор свидетельствует о них с особой силой личного опыта. Будучи первопроходцем на этом новом этапе отечественной агиографии, о. Михаил обратил внимание прежде всего на святых царственных мучеников, а также на наиболее известных святителей, пастырей и мирян. В подходе о. Михаила к составлению житий мучеников прослеживаются два важных момента. Во-первых, считая советскую власть по существу антихристианской, о. Михаил признаёт новомучеником любого православного христианина, умерщвлённого этой властью. Во-вторых, о. Михаил подчёркивает, что христианское мученичество смывает с человека все ранее совершённые грехи.] Помилка: [undefined] Помилка: {{Lang}}: немає тексту (допомога): текст вже має курсивний шрифт (допомога) |

Ольга Косик:
|  | Попри безсумнівну цінність цього видання, яке познайомило з подвигом новомучеників читачів ув еміграції, а потім і в Росії, збірник не позбавлений недоліків. Деякі документи були відтворені без змін, інші піддалися безпідставному скороченню. Перевірити датування автор не мав можливості, так само як і здійснювати археографічну підготовку, та й він не ставив такого завдання. У книгах є чимало фактичних помилок. Оригінальний текст (рос.) [Несмотря на несомненную ценность этого издания, познакомившего с подвигом новомучеников читателей в эмиграции, а затем и в России, сборник не был лишён недостатков. Некоторые документы были воспроизведены без изменений, другие подверглись произвольному сокращению. Проверить датировку автор не имел возможности, так же как и осуществлять археографическую подготовку, да он и не ставил такой задачи. В книгах есть немало фактических ошибок.] Помилка: [undefined] Помилка: {{Lang}}: немає тексту (допомога): текст вже має курсивний шрифт (допомога) |

Викладач Калузької духовної семінарії протоієрей Андрій Безбородов:
|  | Ці праці страждають неправдивістю і легендарністю частини матеріалу, зайвою емоційністю і політизованістю. На превеликий жаль, ці ж недоліки наявні й у багатьох сучасних роботах. Їхньою головною метою є показ свавілля і беззаконня радянської влади, а мученицький і сповідницький подвиг часто є лише засобом для досягнення зазначених цілей. Оригінальний текст (рос.) [Эти труды страдают недостоверностью и легендарностью части материала, излишней эмоциональностью и политизированностью. К большому сожалению, эти же недостатки преследуют и многие современные работы. Их главной целью является показ произвола и беззакония советской власти, а мученический и исповеднический подвиг часто является лишь средством для достижения означенных целей.] Помилка: [undefined] Помилка: {{Lang}}: немає тексту (допомога): текст вже має курсивний шрифт (допомога) |

Протоієрей Максим Козлов:
|  | Як би не збільшилося зараз наше знання про новомучеників, які б неточності не були відкриті в книзі о. Михайла, але, з'явившись у смутні роки богоборчої влади, вона була променем правди церковної, що просвітив і зігрів душі безлічі людей. Оригінальний текст (рос.) [Как бы ни увеличилось сейчас наше знание о новомучениках, какие бы неточности ни были открыты в книге о. Михаила, но, появившись в смутные годы богоборческой власти, она была лучом правды церковной, просветившим и согревшим души многих и многих людей.] Помилка: [undefined] Помилка: {{Lang}}: немає тексту (допомога): текст вже має курсивний шрифт (допомога) |